# Štefan Zošák
Štefan Zošák (* 3. dubna 1984, Prešov, Československo) je slovenský fotbalový záložník a bývalý mládežnický reprezentant, od ledna 2018 hráč klubu FK Poprad. Mimo Slovensko působil na klubové úrovni v Kazachstánu.

## Klubová kariéra
Svoji fotbalovou kariéru začal v Hanušovcích, odkud zamířil ještě jako dorostenec do MFK Vranov nad Topľou a později do 1. FC Košice, kde se propracoval do prvních mužstva. V roce 2002 podepsal smlouvu s MFK Ružomberok, v němž strávil 8 let a v 209 střetnutích vstřelil 23 branek. V sezoně 2005/06 vyhrál s mužstvem Corgoň ligu i slovenský fotbalový pohár. Před ročníkem 2010/11 přestoupil do MŠK Žilina. Na jaře a na podzim roku 2012 oblékal dres Tatranu Prešov, kde hostoval. V zimě 2012 odešel na další hostování do FC Nitra. V červenci 2013 se vrátil ze Žiliny do MFK Ružomberok.
V červenci 2014 měl odejít do libyjského klubu Al-Ahly SC, ale z přestupu sešlo. Zahraniční angažmá mu vyšlo až v létě 2016, kdy odešel do kazašského klubu Šachter Karaganda. Zde působil do ledna 2018, poté se vrátil na Slovensko a podepsal tříletý kontrakt s druholigovým mužstvem FK Poprad.

## Reprezentační kariéra
Zošák reprezentoval Slovensko v mládežnické kategorii U21.